# Abram Archipov

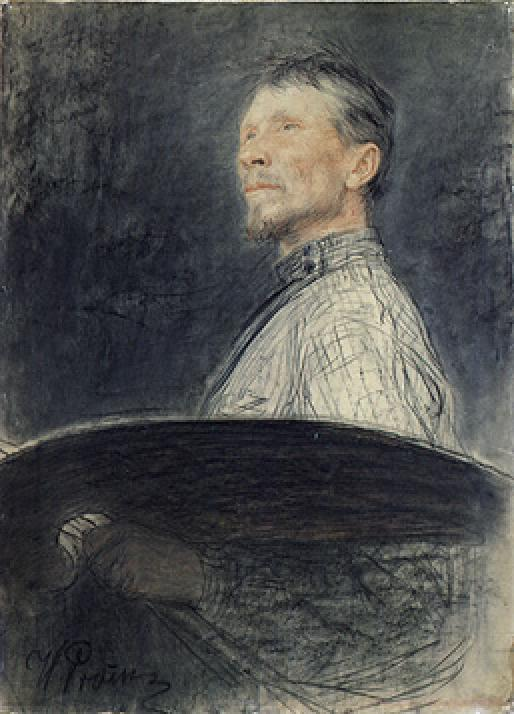
Abram Archipov, door Repin

Abram Efimovich Archipov (Russisch: Абрам Ефимович Архипов) (Rjazan, 27 augustus 1862 - Moskou, 25 september 1930) was een Russisch realistisch kunstenaar.

## Leven en werk
Archipov studeerde aan de Peterburgse Kunstacademie en de Moskouse Hogeschool voor schilderkunst, beeldhouwkunst en architectuur, onder andere bij Vasili Polenov. In 1891 trad hij toe tot de kunstenaarsgroep Peredvizjniki ("De zwervers"). Hij verkreeg vooral bekendheid met zijn landschapsschilderijen en alledaagse taferelen, vaak ook van Russische boerenvrouwen in de grauwe dagelijkse werkelijkheid. Inspiratie deed hij tijdens lange verblijven in het noorden van Rusland, maar ook reisde hij regelmatig naar Duitsland, Italië en Frankrijk. Hij schilderde vaak "en plein air".
Na de revolutie werd Archipov een vooraanstaand docent aan enkele Russische kunstacademies en lid van de 'Russische federatie van revolutionaire kunstenaars'. In 1927 werd hij onderscheiden met de titel Volkskunstenaar van de USSR. Hij overleed in 1930.
Veel van zijn werk bevindt zich momenteel in de Moskouse Tretjakovgalerij.

## Werken

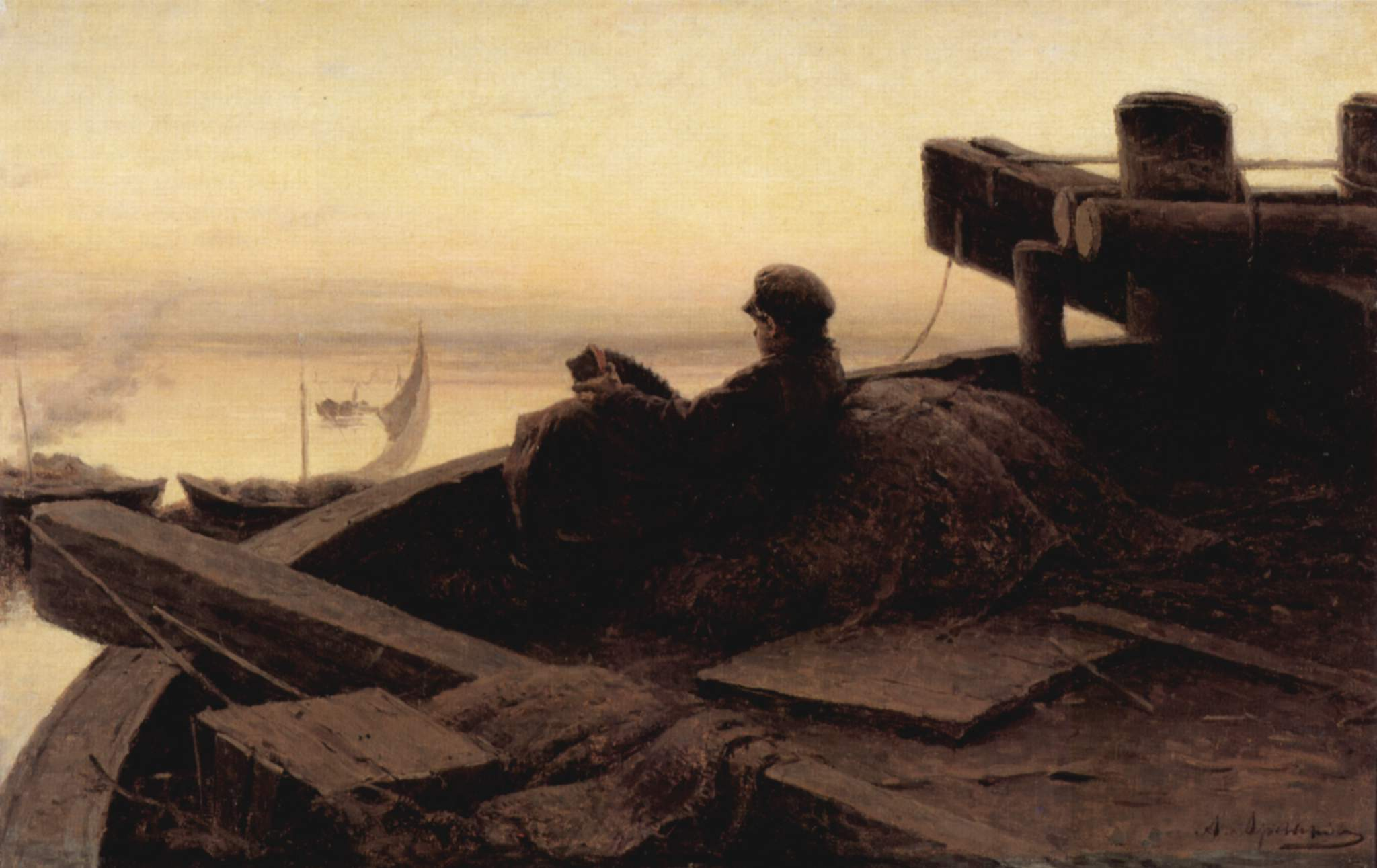
Aan de Wolga, 1889
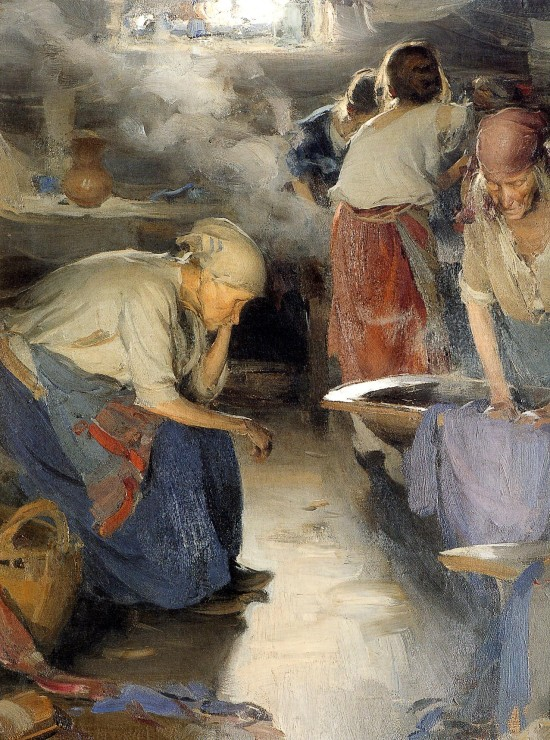
De Wasvrouwen (c. 1901), Tretjakovgalerij, Moskou